# Body Count (film uit 1986)
Body Count is de internationale titel van de Italiaanse slasherfilm Camping del terrore die is geregisseerd door Ruggero Deodato.

## Verhaal
Een groep vakantie vierende tieners rijdt naar een camping die gesloten is omdat er vroeger een jong stel is vermoord. De camping zou op een indiaanse begraafplaats gebouwd zijn, en er wordt gezegd dat de geest van een sjamaan rondhangt. De kinderen sterven een voor een.

## Rolverdeling
| Acteur            | Personage                  |
| ----------------- | -------------------------- |
| Charles Napier    | Charlie, the Sheriff       |
| David Hess        | Robert Ritchie             |
| Bruce Penhall     | Dave Calloway              |
| Mimsy Farmer      | Julia Ritchie (uncredited) |
| Nicola Farron     | Ben Ritchie                |
| Andrew J. Lederer | Sidney                     |
| Cynthia Thompson  | Cissy                      |
| Nancy Brilli      | Tracy                      |
| Stefano Madia     | Tony                       |
| John Steiner      | Dr. Olsen                  |
| Ivan Rassimov     | Deputy Sheriff Ted         |

## Trivia
Body Count werd eerst uitgebracht in de Verenigde Staten en pas later in Italië op 14 mei 1987.